# Invenzione (musica)

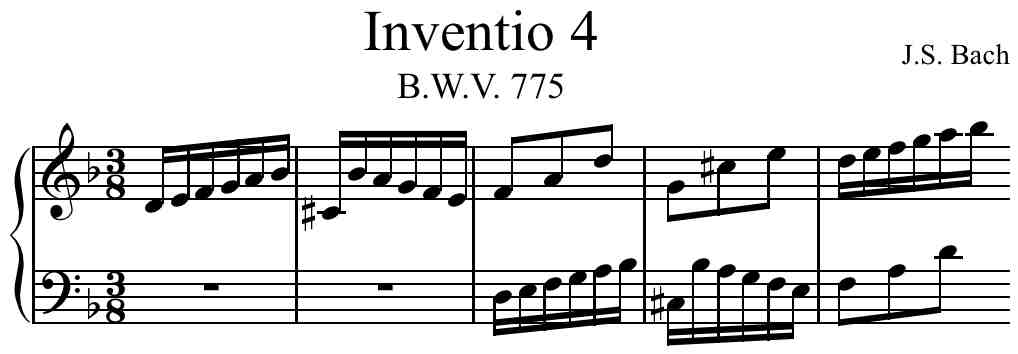
Battute iniziali della 4ª invenzione in Re minore di J.S. Bach (BWV 775).

Con il termine invenzione si intende, in ambito musicale, una forma compositiva nata e sviluppatasi nel corso dei secolo XVII e XVIII, ovvero durante il periodo barocco. Questa forma utilizza un contrappunto a due o tre voci, solitamente per strumento a tastiera. Le invenzioni a tre voci vengono di solito definite sinfonie, da non confondere però con le sinfonie orchestrali. 
Ben note sono le trenta invenzioni che formano le invenzioni e sinfonie di Johann Sebastian Bach. Le invenzioni non vengono usualmente eseguite in pubblico ma servono da esercizio per studenti di strumenti a tastiera e come esercizi pedagogici per studenti di composizione.

## Forma
Le invenzioni hanno uno stile simile alla fuga, benché più semplici. Consistono in una breve esposizione, un più lungo sviluppo e un'eventuale, brevissima riesposizione. La differenza principale tra i generi sta nel fatto che le invenzioni generalmente non contengono una risposta al soggetto alla dominante, come invece si usa nella fuga. La particolarità di tale genere sta nel concetto di grudegestalt, un termine tedesco che si riferisce alla scelta compositiva di utilizzare due motivi su cui basare l'intera composizione. Tale scelta conferisce alla composizione un duplice beneficio: da un lato consente, con poco sforzo creativo, di dare origine a un'opera musicalmente apprezzabile e dall'altro il continuo rimando ai due motivi genera una sensazione di cantabilità e piacere nell'ascoltatore. Nonostante i buoni presupposti, tale forma musicale non ebbe ampia diffusione e venne utilizzata dai compositori come un esercizio musicale per l'utilizzo della polifonia e del contrappunto.

### Esposizione
Nell'esposizione, un breve motivo è introdotto da una voce alla tonalità d'impianto. A questo motivo ci si riferisce anche come al tema. Il soggetto è dunque ripetuto nella seconda voce alla tonica mentre la prima voce suona un controsoggetto o in contrappunto libero.

### Sviluppo
Lo sviluppo comprende il grosso del pezzo. Qui il compositore sviluppa il soggetto, variandolo sia melodicamente che armonicamente. Questo solitamente implica l'alternarsi di episodi con riesposizioni del tema, simile allo sviluppo della fuga. Nelle invenzioni nei modi minori e maggiori il tema è tipicamente riesposto rispettivamente alla relativa maggiore e alla dominante. Le sezioni in nuove tonalità sono raggiunte attraverso episodi che usualmente si muovono seguendo il circolo delle quinte. L'episodio finale si conclude su una mezza cadenza nella tonalità originale ed è spesso esagerato per far suonare il soggetto come incredibilmente speciale quando ritorna. Molte invenzioni di Bach seguono questo schema, incluse le BWV 775 e le BWV 782.

### Riesposizione
Se un'invenzione ha una ricapitolazione, questa tende a essere estremamente breve - a volte solo due o quattro battute. Il compositore ripete il tema nella voce superiore e il pezzo termina. La ripetizione del tema contiene poche o nessuna variazione del tema originario. La linea inferiore usualmente suona il controsoggetto, e se non c'è controsoggetto, segue la voce principale in contrappunto libero.

## Tecniche
Poiché l'invenzione è un genere musicale di durata spesso breve e basato quasi esclusivamente su un tema e un controtema, si rese necessario adottare tecniche (del tutto simili a quelle utilizzate nei canoni) di "rimaneggiamento" melodico per poter così basare l'intero componimento sul materiale presentato nell'esposizione. Queste si possono sostanzialmente dividere in due categorie: quelle che agiscono sulla durata delle note e quelle che modificano il grado delle note. Si riportano di seguono i metodi maggiormente utilizzati:

### Prima categoria
- Augmentatio: come dice chiaramente il nome stesso questa tecnica consisteva nel riprendere un motivo già esposto raddoppiando (raramente anche quadruplicando) la durata di ogni singola nota. Una particolarità molto interessante al riguardo è la chiarezza con cui è possibile distinguere il motivo aumentato sia nella linea del basso che in quella prettamente melodica.
- Diminutio: esattamente al contrario della augmentatio, la diminutio applicata a un motivo dimezza (raramente riduce anche di un quarto) o la durata di ciascuna nota. In questo modo si ottenevano spesso risultati particolarmente adatti a "riempire" momenti della composizione di cui si era già deciso il motivo prevalente.

### Seconda categoria
- Motu recto: consiste nel mantenere esattamente la successione dei gradi delle note.
- Motu contrario: consiste nell'invertire i moti ascendenti con quelli discendenti e viceversa. Se ad esempio il motivo sale di due gradi e scende di uno, applicando il motu contrario esso prima scenderà di due e poi salirà di uno. Es: DO MI SOL FA RE diventa DO LA FA SOL MI.
- Motu retrogrado: consiste nel riportare al contrario le note: la prima nota è quella che prima era l'ultima, la seconda quella che prima era penultima, fino ad arrivare all'ultima che sarà quella che precedentemente era la prima.

Le cinque tecniche possono essere utilizzate, per quanto possibile, anche contemporaneamente sullo stesso motivo o su motivi diversi consentendo così di ottenere molteplici risultati a partire da poco materiale musicale. In particolare:
- Il motu contrario può essere applicato sia al motu recto
- Augmentatio e diminutio non possono essere applicate contemporaneamente allo stesso tema
- Le modifiche sui gradi sono totalmente indipendenti dalle modifiche sul tempo

Ovviamente il tutto può essere ulteriormente modificato tramite modulazioni.

## Storia
L'invenzione è un genere principalmente legato a Johann Sebastian Bach e origina dall'improvvisazione contrappuntistica in Italia, specialmente dalla forma del compositore Francesco Antonio Bonporti. Bach scrisse le sue quindici Invenzioni (BWV 772-786) come esercizi per suo figlio Wilhelm Friedemann Bach e in seguito scrisse un'altra collezione di quindici invenzioni, a tre voci, chiamate Sinfonie (BWV 787-801).